# Roald (lagmand)
Roald var omkring år 1450 lagmand på Færøerne.
Roald var bonde i Dalur på Sandoy og stammede formentlig fra Shetland.